# Louis Schubart
Louis Schubart, né le 8 avril 1885 à Lille et mort le 23 novembre 1954 à Beaugency, est un footballeur international français.

## Biographie
Son poste de prédilection est attaquant. Il compte 3 sélections en équipe de France de football : 
- France-Belgique au stade de la Faisanderie à Saint-Cloud en 1906,
- France-Angleterre amateur au Parc des Princes à Paris en 1906,
- Danemark-France au White City Stadium à Londres jeux olympiques en 1908[3].

## Clubs successifs
- Olympique lillois

## Source
- Daniel Chaumier, Les bleus, éd. Larousse.